# Štefan Polakovič
Štefan Polakovič (* 22. November 1912 in Chtelnica; † 29. November 1999 in Buenos Aires) war ein slowakischer katholischer Theologe und politischer Philosoph. Er war neben Jozef Tiso der wichtigste Theoretiker der ultranationalistischen Staatsideologie des von 1939 bis 1945 existierenden Slowakischen Staates. Nach dem Zweiten Weltkrieg nahm er im argentinischen Exil im Rahmen der slowakischen Diaspora die Rolle eines führenden Apologetikers des diktatorischen Ludaken-Regimes ein.

## Rezeption
Nikolaus Lobkowicz (1961), der in seiner Studie über die marxistisch-leninistische Philosophie in der Tschechoslowakei zwischen neothomistischen und faschistischen Richtungen innerhalb des Slowakischen Staates differenziert und den marxistisch-leninistischen Kampfbegriff des Klerikalfaschismus ablehnt, bezeichnet Polakovič als einen „militanten Anhänger der Staatsideologie“, einen „Blondelisten“ sowie auch als einen „authentische[n] Faschisten“.

## Veröffentlichungen
- Il problema di destino (1939, Italienisch)
- K základom Slovenského štátu (1939, slowakisch)
- Slovenský národný socializmus (1941, slowakisch)
- Tisova náuka (1941, slowakisch)
- Z Tisovho boja (1941, slowakisch)
- Vývin základných myšlienok slovenskej národnej filozofie (1944, slowakisch)
- Začiatky slovenskej národnej filozofie (1944, slowakisch)
- Na prelome dvoch období (1952, slowakisch)
- Qué es una nación? (1976, spanisch)
- La formación del ser nacional (1978, spanisch)
- La clave para obra de Ernesto Sabato (1981, spanisch)
- Teoría de la nación (1982, spanisch)
- Vidiny o slovenskom národe (1982, slowakisch)
- Čo je národné bytie? (1982, slowakisch)
- Za život národa – za trvanie štátu (1985, slowakisch)
- Pensuado la nación (1986, spanisch)
- Obnova národa duchom Štúra (1991, slowakisch)
- Naše korene v základoch Európy (1994, slowakisch)
- Eseje o národe (1998, slowakisch)